# Tempus Fugit (téléfilm)
Pour les articles homonymes, voir Tempus fugit (homonymie).

Tempus Fugit est un téléfilm catalan d'Enric Folch sorti en 2003.

## Synopsis
Ramon, un timide horloger célibataire de Barcelone, n'ose pas approcher la femme qu'il aime en secret. Un jour, un étranger du futur lui annonce une fin du monde imminente, et précise qu'il est le seul à pouvoir éviter ce désastre. Mais une série de coïncidences va impliquer son voisin, un supporter du Barça, qui découvre que son équipe est sur le point de se faire « piller » au match de la Ligue des Champions, comble du comble, contre le Real Madrid. La femme dont il est amoureux découvre tout, tous ces petits grains de sable provoqueront une série de conséquences aussi surréalistes qu'imprévues…

## Commentaire
Un film catalan, mélange de surréalisme, d'humour et de clins d'œil qui montre un quartier de Barcelone où l'on voit que les héros ne le sont que par hasard et que ce sont les petits grains de sable qui peuvent changer une destinée. Derrière une apparence nonchalante, on assène quelques vérités pleines de bon sens. Le futur n'est peut-être pas si rose qu'il y paraît et le présent pas si moche, de petits actes peuvent déclencher une chaîne d'événements et tout le monde a son rôle à jouer. Un plaisir particulier pour tous ceux qui comprennent le catalan.

## Fiche technique
- Titre : Tempus Fugit
- Réalisation : Enric Folch
- Scénario : Enric Folch et Albert Espinosa
- Musique : Xavier Berruezo
- Photographie : Andreu Rebés
- Montage :
- Distribution des rôles :
- Décors :
- Production : Paco Poch pour Mallerich Films, Manga Films et Tom Roca pour TVC (Télévision de Catalogne)
- Genre : comédies science-fiction romance
- Format : 16/9
- Durée : 113 minutes (1 h 53)
- Langue de tournage : catalan
- Dates de sortie : 2003

## Distribution
- Xavi Mira : Ramon
- Neus Asensi : Angie
- William Miller (en) : Andros
- Xavier Bertrán : Terrades
- Irene Montalà : Mónica
- Ferran Frauca : le fou du quartier

## Distinctions
- Avant-première dans la section « Audiovisual català » du Festival International de Catalogne de Sitges
- Prix Golden Gate dans la catégorie Narrative de TV en format long[Quoi ?] [réf. souhaitée], de la 48e édition du Festival international du film de San Francisco
- Le prix spécial du jury dans la catégorie long métrage pour la télévision WorldFest Houston 2005 (38th Annual Houston International Film & Video Festival)